# 문재인의 대통령 순방 목록

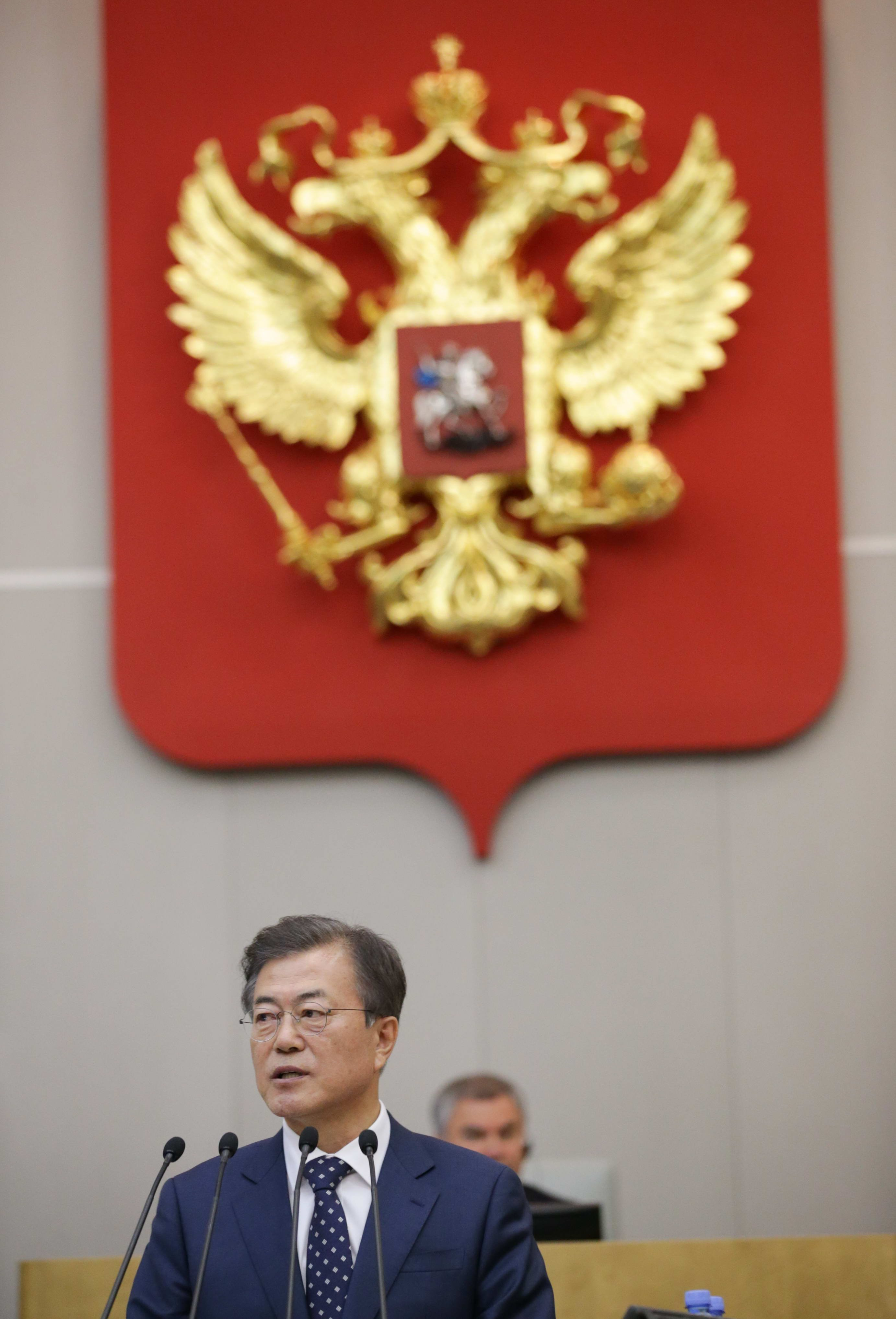
2018년 6월 21일 국가두마에서 연설하는 문재인

다음은 대한민국 제19대 대통령 문재인의 대통령 순방 목록이다. 2017년 5월 10일 대한민국 대통령으로 취임한 문재인은 총 40개국 58회의 순방을 진행하였다. 국가별 순방 횟수는 다음과 같다.
- 8회: 미국
- 2회: 조선민주주의인민공화국[주 1], 중화인민공화국, 일본, 러시아, 베트남, 태국, 싱가포르, 아랍에미리트, 영국, 이탈리아, 바티칸 시국
- 1회: 노르웨이, 뉴질랜드, 덴마크, 독일, 라오스, 말레이시아, 미얀마, 벨기에, 브루나이, 사우디아라비아, 스웨덴, 스페인, 아르헨티나, 오스트리아, 우즈베키스탄, 이집트, 인도, 인도네시아, 체코, 카자흐스탄, 캄보디아, 투르크메니스탄, 파푸아뉴기니, 프랑스, 핀란드, 필리핀, 헝가리, 호주

## 순방 목록

### 2017년
| 나라           | 장소             | 일자                | 세부 내용 | 사진 |
| -------------- | ---------------- | ------------------- | --- | ---- |
| 미국           | 워싱턴 D.C.      | 6월 28일~7월 3일    | 공식 실무 방문. |      |
| 독일           | 베를린, 함부르크 | 7월 5일~7월 8일     | 2017년 함부르크 G20 정상회의 참석. 독일의 연방총리 앙겔라 메르켈, 중화인민공화국의 주석 시진핑 인도의 총리 나렌드라 모디, 오스트레일리아의 총리 맬컴 턴불, 프랑스의 대통령 에마뉘엘 마크롱, 인도네시아의 대통령 조코 위도도, 캐나다의 총리 쥐스탱 트뤼도와 정상회담. 베를린 구상 발표. |      |
| 러시아         | 블라디보스토크   | 9월 6일~9월 7일     | 공식 방문. 동방경제포럼 참석. 러시아의 대통령 블라디미르 푸틴, 일본의 내각총리대신 아베 신조와 정상회담. |      |
| 미국           | 뉴욕             | 9월 19일~9월 21일   | 실무 방문. 유엔 총회 참석 및 기조연설. 영국의 총리 테리사 메이, 체코의 대통령 밀로시 제만, 세네갈의 대통령 마키 살, 미국의 대통령 도널드 트럼프, 일본의 내각총리대신 아베 신조와 정상회담.                                                                                             |      |
| 인도네시아     | 자카르타         | 11월 8일~11월 10일  | 국빈 방문. |      |
| 베트남         | 다낭             | 11월 10일~11월 12일 | 2017년 다낭 APEC 정상회담 참석. 베트남의 주석 쩐다이꽝, 중화인민공화국의 주석 시진핑과 정상회담. |      |
| 필리핀         | 마닐라           | 11월 12일~11월 14일 | 동아시아 정상회의 참석. 필리핀의 대통령 로드리고 두테르테, 싱가포르의 총리 리셴룽과 정상회담. |      |
| 중화인민공화국 | 베이징시, 충칭시 | 12월 13일~12월 16일 | 국빈 방문. |      |

### 2018년
| 나라                   | 장소             | 일자                | 세부 내용 | 사진 |
| ---------------------- | ---------------- | ------------------- | --- | ---- |
| 베트남                 | 하노이           | 3월 22일~3월 24일   | 국빈 방문. |      |
| 아랍에미리트           | 아부다비, 두바이 | 3월 24일~3월 27일   | 공식 방문. |      |
| 일본                   | 도쿄도           | 5월 9일             | 한중일 정상회의 참석. |      |
| 미국                   | 워싱턴 D.C.      | 5월 21일~5월 24일   | 공식 실무 방문. |      |
| 조선민주주의인민공화국 | 공동경비구역     | 5월 26일            | 2018년 제2차 남북정상회담 참석. |      |
| 러시아                 | 모스크바         | 6월 21일~6월 23일   | 국빈 방문. 국가두마 연설. |      |
| 인도                   | 뉴델리           | 7월 8일~7월 11일    | 국빈 방문. |      |
| 싱가포르               | 싱가포르         | 7월 12일~7월 14일   | 국빈 방문. |      |
| 조선민주주의인민공화국 | 평양직할시       | 9월 18일~9월 20일   | 2018년 제3차 남북정상회담 참석. 9월 평양공동선언 발표. 릉라도5월1일경기장 연설.                                                                                                 |      |
| 미국                   | 뉴욕             | 9월 24일~9월 27일   | 실무 방문. 유엔 총회 참석 및 기조연설. 이집트의 대통령 압둘팟타흐 시시, 칠레의 대통령 세바스티안 피녜라, 미국의 대통령 도널드 트럼프, 일본의 내각총리대신 아베 신조와 정상회담. |      |
| 프랑스                 | 파리             | 10월 13일~10월 16일 | 국빈 방문. |      |
| 이탈리아               | 로마             | 10월 16일~10월 17일 | 공식 방문. |      |
| 바티칸 시국            | 바티칸 시국      | 10월 18일           | 공식 방문. |      |
| 벨기에                 | 브뤼셀           | 10월 18일~10월 19일 | 아시아 유럽 정상회의 참석. 영국의 총리 테리사 메이, 독일의 연방총리 앙겔라 메르켈, 태국의 총리 쁘라윳 짠오차와 정상회담.                                                        |      |
| 덴마크                 | 코펜하겐         | 10월 19일~10월 20일 | 공식 방문. 2018년 코펜하겐 P4G 정상회의 참석. |      |
| 싱가포르               | 중환구           | 11월 14일~11월 16일 | 동아시아 정상회의 참석. 러시아의 대통령 블라디미르 푸틴, 브루나이의 술탄 하사날 볼키아, 라오스의 총리 통룬 시술릿과 정상회담.                                                   |      |
| 파푸아뉴기니           | 포트모르즈비     | 11월 16일~11월 18일 | 2018년 파푸아뉴기니 APEC 정상회담 참석. 파푸아뉴기니의 총리 피터 오닐, 오스트레일리아의 총리 스콧 모리슨, 중화인민공화국의 주석 시진핑과 정상회담.                              |      |
| 체코                   | 프라하           | 11월 27일~11월 28일 | 비공식 방문. |      |
| 아르헨티나             | 부에노스아이레스 | 11월 29일~12월 1일  | 2018년 부에노스아이레스 G20 정상회의 참석. 미국의 대통령 도널드 트럼프, 아르헨티나의 대통령 마우리시오 마크리, 남아프리카 공화국의 대통령 시릴 라마포사와 정상회담.             |      |
| 뉴질랜드               | 오클랜드         | 12월 2일~12월 4일   | 국빈 방문. |      |

### 2019년
| 나라           | 장소                 | 일자                | 세부 내용 | 사진 |
| -------------- | -------------------- | ------------------- | --- | ---- |
| 브루나이       | 반다르스리브가완     | 3월 10일~3월 12일   | 국빈 방문. |      |
| 말레이시아     | 쿠알라룸푸르         | 3월 12일~3월 14일   | 국빈 방문. |      |
| 캄보디아       | 프놈펜               | 3월 14일~3월 16일   | 국빈 방문. |      |
| 미국           | 워싱턴 D.C.          | 4월 10일~4월 12일   | 공식 실무 방문. |      |
| 투르크메니스탄 | 아시가바트           | 4월 16일~4월 18일   | 국빈 방문. |      |
| 우즈베키스탄   | 타슈켄트, 사마르칸트 | 4월 18일~4월 21일   | 국빈 방문. 우즈베키스탄 하원 연설. |      |
| 카자흐스탄     | 누르술탄             | 4월 21일            | 국빈 방문. |      |
| 핀란드         | 헬싱키               | 6월 10일~6월 11일   | 국빈 방문. |      |
| 노르웨이       | 오슬로, 베르겐       | 6월 11일~6월 13일   | 국빈 방문. |      |
| 스웨덴         | 스톡홀름             | 6월 13일~6월 15일   | 국빈 방문. 스웨덴 의회 연설. |      |
| 일본           | 오사카시             | 6월 28일~6월 29일   | 2019년 오사카 G20 정상회의 참석. 중화인민공화국의 주석 시진핑, 인도의 총리 나렌드라 모디, 인도네시아의 대통령 조코 위도도, 프랑스의 대통령 에마뉘엘 마크롱, 러시아의 대통령 블라디미르 푸틴, 아르헨티나의 대통령 마우리시오 마크리, 네덜란드의 총리 마르크 뤼터, 캐나다의 총리 쥐스탱 트뤼도와 정상회담. |      |
| 태국           | 방콕                 | 9월 1일~9월 3일     | 공식 방문. |      |
| 미얀마         | 네피도, 양곤         | 9월 3일~9월 5일     | 국빈 방문. |      |
| 라오스         | 비엔티안             | 9월 5일~9월 6일     | 국빈 방문. |      |
| 미국           | 뉴욕                 | 9월 22일~9월 25일   | 실무 방문. 유엔 총회 참석 및 기조연설. 폴란드의 대통령 안제이 두다, 미국의 대통령 도널드 트럼프, 덴마크의 총리 메테 프레데릭센, 오스트레일리아의 총리 스콧 모리슨과 정상회담. |      |
| 태국           | 방콕                 | 11월 3일~11월 5일   | 동아시아 정상회의 참석. 일본의 내각총리대신 아베 신조, 인도의 총리 나렌드라 모디, 캄보디아의 총리 훈 센, 미얀마의 국가고문 아웅산수찌, 말레이시아의 총리 마하티르 빈 모하맛, 베트남의 총리 응우옌쑤언푹, 필리핀의 대통령 로드리고 두테르테와 정상회담.                                                   |      |
| 중화인민공화국 | 베이징시, 청두시     | 12월 23일~12월 24일 | 한중일 정상회의 참석. |      |

### 2021년
| 나라           | 장소                 | 일자                | 세부 내용 | 사진 |
| -------------- | -------------------- | ------------------- | --- | ---- |
| 미국           | 워싱턴 D.C.          | 5월 20일~5월 22일   | 공식 실무 방문. |      |
| 영국           | 세인트아이브스       | 6월 11일~6월 13일   | 제47회 G7 정상회담 참석. 오스트레일리아의 총리 스콧 모리슨, 독일의 연방총리 앙겔라 메르켈, 유럽 연합 정상회의 상임의장 샤를 미셸, 영국의 총리 보리스 존슨, 프랑스의 대통령 에마뉘엘 마크롱, 유럽 집행위원회 위원장 우르줄라 폰데어라이엔과 정상회담. |      |
| 오스트리아     | 빈                   | 6월 13일~6월 15일   | 국빈 방문. |      |
| 스페인         | 마드리드, 바르셀로나 | 6월 15일~6월 17일   | 국빈 방문. |      |
| 미국           | 뉴욕, 호놀룰루       | 9월 19일~9월 23일   | 실무 방문. 유엔 총회 참석 및 기조연설. 영국의 총리 보리스 존슨, 베트남의 주석 응우옌쑤언푹과 정상회담. |      |
| 바티칸 시국    | 바티칸 시국          | 10월 29일           | 공식 방문. |      |
| 이탈리아       | 로마                 | 10월 30일~10월 31일 | 2021년 로마 G20 정상회의 참석. 유럽 집행위원회 위원장 우르줄라 폰데어라이엔, 프랑스의 대통령 에마뉘엘 마크롱, 오스트레일리아의 총리 스콧 모리슨, 독일의 연방총리 앙겔라 메르켈과 정상회담.                                                           |      |
| 영국           | 글래스고             | 11월 1일~11월 2일   | 2022년 유엔 기후 변화 회의 참석. |      |
| 헝가리         | 부다페스트           | 11월 2일~11월 4일   | 국빈 방문. 헝가리의 총리 오르반 빅토르, 슬로바키아의 총리 에두아르드 헤게르, 폴란드의 총리 마테우시 모라비에츠키, 체코의 총리 안드레이 바비시와 정상회담.                                                                                            |      |
| 오스트레일리아 | 캔버라, 시드니       | 12월 12일~12월 15일 | 국빈 방문. |      |

### 2022년
| 나라           | 장소   | 일자              | 세부 내용  | 사진 |
| -------------- | ------ | ----------------- | ---------- | ---- |
| 아랍에미리트   | 두바이 | 1월 16일~1월 17일 | 실무 방문. |      |
| 사우디아라비아 | 리야드 | 1월 18일~1월 19일 | 공식 방문. |      |
| 이집트         | 카이로 | 1월 20일~1월 21일 | 공식 방문. |      |

## 다자 회담
문재인이 참석한 다자 정상회담은 다음과 같다.
| 기구        | 연도                       | 연도                                | 연도                       | 연도      | 연도                     |
| 기구        | 2017년                     | 2018년                              | 2019년                     | 2020년    | 2021년                   |
| ----------- | -------------------------- | ----------------------------------- | -------------------------- | --------- | ------------------------ |
| 유엔 총회   | 9월 19일~9월 21일 뉴욕     | 9월 24일~9월 27일 뉴욕              | 9월 23일~9월 25일 뉴욕     | 화상 개최 | 9월 19일~9월 23일 뉴욕   |
| 한중일      | 미개최                     | 5월 9일 도쿄                        | 12월 24일 청두             | 미개최    | 미개최                   |
| APEC        | 11월 10일~11월 11일 다낭   | 11월 17일~11월 18일 포트모르즈비    | 취소                       | 화상 개최 | 화상 개최                |
| ASEM        | 미개최                     | 10월 18일~10월 19일 브뤼셀          | 미개최                     | 연기      | 화상 개최                |
| EAS (ASEAN) | 11월 13일~11월 14일 파사이 | 11월 14일~11월 15일, 싱가포르       | 11월 4일 방콕              | 화상 개최 | 화상 개최                |
| G20         | 7월 7일~7월 8일 함부르크   | 11월 30일~12월 1일 부에노스아이레스 | 6월 28일~6월 29일 오사카시 | 화상 개최 | 10월 30일~10월 31일 로마 |
| P4G         | 미개최                     | 10월 19일~10월 20일 코펜하겐        | 미개최                     | 연기      | 화상 개최                |

## 같이 보기
- 2017-2018년 조선민주주의인민공화국 위기
- 남북정상회담
  - 2018년 제1차 남북정상회담
  - 2018년 제2차 남북정상회담
  - 2018년 제3차 남북정상회담

### 내용주
1. ↑  대한민국 정부는 조선민주주의인민공화국을 정식 국가로 인정하지 않으며, 《남북 기본합의서》에서 대한민국과 조선민주주의인민공화국 사이의 관계를 '나라와 나라 사이의 관계가 아닌 통일을 지향하는 과정에서 잠정적으로 형성되는 특수관계'로 규정했다.
2. 1 2 3 4 5 6 7 8  코로나19 범유행의 영향으로 화상으로 열렸다.
3. ↑  2019년 APEC 정상회담은 원래 2019년 11월 16일부터 11월 17일까지 칠레 산티아고에서 열릴 예정이었으나, 2019년 칠레 시위의 여파로 취소되었다.
4. 1 2  코로나19 범유행의 영향으로 연기됐다.

### 참고주
1. ↑  노효동 (2017년 6월 28일). “文대통령 첫 방미는 '공식 실무방문'…의전은 국빈급”. 《연합뉴스》. 2019년 4월 7일에 확인함.
2. ↑  김병채 (2017년 7월 6일). “文, 대북제재 강조속 ‘대화’…‘초강경’ 美와 엇박자 우려”. 《문화일보》. 2019년 4월 7일에 확인함.
3. ↑  노효동·이상헌 (2017년 7월 6일). “文대통령, 시진핑 中주석과 첫 회담…北도발억제 역할론 강조”. 《연합뉴스》. 2019년 4월 7일에 확인함.
4. ↑  신호 (2017년 7월 8일). “문 대통령, 잠시 뒤 G20 종료행사 참석...구테흐스 UN 총장 "대북 대응 지지"”. 《YTN》. 2019년 4월 7일에 확인함.
5. ↑  이현정·강윤혁 (2017년 7월 8일). “정부, 군사·적십자회담 곧 제안할 듯…‘베를린 4대 제안’ 후속조치 착수”. 《서울신문》. 2019년 4월 7일에 확인함.
6. ↑  정지용 (2017년 9월 6일). “文대통령, 러시아 블라디보스토크 도착…푸틴과 정상회담”. 《한국일보》. 2019년 4월 7일에 확인함.
7. ↑  문병기·서영아 (2017년 9월 8일). “아베 “징용문제 끝난것”… 문재인 대통령, 방일초청 즉답 피해”. 《동아일보》. 2019년 4월 7일에 확인함.
8. ↑  최지용 (2017년 9월 21일). “[문재인 대통령 첫 UN 연설 전문] "북핵 평화적 해결" 거듭 강조”. 《오마이뉴스》. 2019년 4월 7일에 확인함.
9. ↑  문병기 (2017년 9월 21일). “문재인 대통령 “북핵 평화적 해결”… 유엔연설은 여러 버전 고민”. 《동아일보》. 2019년 4월 7일에 확인함.
10. ↑  김병채·유민환 (2017년 9월 22일). “韓·美 정상 “美, 한국의 최첨단 무기도입·개발 지원””. 《문화일보》. 2019년 4월 7일에 확인함.
11. ↑  노효동·이상헌 (2017년 11월 8일). “文대통령, 자카르타로 출국…7박8일 동남아 순방 돌입”. 《연합뉴스》. 2019년 4월 7일에 확인함.
12. ↑  노효동·이상헌 (2017년 11월 11일). “한·베트남 정상회담…'2020年 1천억불 교역' 가속화 합의(종합)”. 《연합뉴스》. 2019년 4월 7일에 확인함.
13. ↑  노효동·이상헌 (2017년 11월 11일). “文대통령 "비온 뒤 땅 굳어"…習 "오늘 만남 양국관계 중대계기"”. 《연합뉴스》. 2019년 4월 7일에 확인함.
14. ↑  김현·조소영 (2017년 11월 13일). “文대통령, 필리핀 대통령과 정상회담…'미래공동체 구상' 강조”. 《뉴스1》. 2019년 4월 7일에 확인함.
15. ↑  배재만 (2017년 11월 14일). “한국-싱가포르 정상회담”. 《연합뉴스》. 2019년 4월 7일에 확인함.
16. ↑  노효동·이상헌 (2017년 12월 15일). “문 대통령, 충칭 향발…내일 임정청사 방문하고 현대차 시찰”. 《연합뉴스》. 2019년 4월 7일에 확인함.
17. ↑  노효동·김승욱 (2018년 3월 23일). “문 대통령, 오늘 베트남 국가주석과 정상회담…'관계격상' 주목”. 《연합뉴스》. 2019년 4월 8일에 확인함.
18. ↑  노효동·김승욱 (2018년 3월 25일). “문 대통령, UAE 모하메드 아부다비 왕세제와 정상회담”. 《연합뉴스》. 2019년 4월 8일에 확인함.
19. ↑  서승욱·강태화 (2018년 5월 9일). “한·일·중 공동성명 진통 끝 채택 …북핵 압박 놓고 입장차”. 《중앙일보》. 2019년 4월 8일에 확인함.
20. ↑  한상준 (2018년 5월 22일). “문재인 대통령, 북미 비핵화 중재 분수령”. 《동아일보》. 2019년 4월 8일에 확인함.
21. ↑  이상헌 (2018년 5월 26일). “[남북정상회담] 극비리 주말 판문점行… 전격 대좌”. 《연합뉴스》. 2019년 4월 8일에 확인함.
22. ↑  박경준 (2018년 6월 21일). “[전문] 문재인 대통령 러시아 하원 연설 "유라시아의 꿈"”. 《연합뉴스》. 2019년 4월 8일에 확인함.
23. ↑  홍수민 (2018년 7월 8일). “문 대통령, 인도 도착…3박 4일 국빈방문 일정 돌입”. 《중앙일보》. 2019년 4월 8일에 확인함.
24. ↑  한상준 (2018년 7월 12일). “문재인 대통령 “올해 종전선언 목표로 北-美와 협의할 것””. 《동아일보》. 2019년 4월 8일에 확인함.
25. ↑  이지영 (2018년 9월 19일). “문 대통령, 15만 평양시민 앞 연설 “새로운 시대 만들고 있다””. 《중앙일보》. 2019년 4월 8일에 확인함.
26. ↑  홍기삼 (2018년 9월 27일). “文대통령, 이집트·칠레와 정상회담…곧 유엔총회서 연설”. 《뉴스1》. 2022년 3월 13일에 확인함.
27. ↑  이기철 (2018년 9월 25일). “文대통령, 트럼프와 종전선언 깊이 논의···‘北요구 상응결과’ 못 낸듯”. 《서울신문》. 2019년 4월 8일에 확인함.
28. ↑  위문희 (2018년 9월 26일). “文 대통령, 아베 만나 "화해치유재단 정상적 기능 못해"...사실상 해산 시사”. 《중앙일보》. 2019년 4월 8일에 확인함.
29. ↑  이상헌·박경준 (2018년 10월 14일). “문대통령, 프랑스 파리 도착…국빈방문 일정 돌입(종합)”. 《연합뉴스》. 2019년 4월 8일에 확인함.
30. ↑  이상헌·박경준 (2018년 10월 17일). “문대통령, 로마 도착…이탈리아 공식방문 일정 돌입”. 《연합뉴스》. 2019년 4월 8일에 확인함.
31. ↑  현윤경 (2018년 10월 19일). “파격 거듭한 문대통령 교황청 방문…교황과도 이례적 긴 만남”. 《연합뉴스》. 2019년 4월 8일에 확인함.
32. ↑  이상헌·박경준 (2018년 10월 19일). “문대통령 "한반도평화 관심 당부"…英 메이 총리 "지지 불변"”. 《연합뉴스》. 2019년 4월 8일에 확인함.
33. ↑  이상헌·박경준 (2018년 10월 19일). “문대통령, 메르켈과 정상회담…한반도 평화정착 獨 지지 재확인”. 《연합뉴스》. 2019년 4월 8일에 확인함.
34. ↑  이상헌·박경준 (2018년 10월 19일). “문대통령, 태국 총리와 정상회담…신남방정책 지지 당부”. 《연합뉴스》. 2019년 4월 8일에 확인함.
35. ↑  이상헌·박경준 (2018년 10월 21일). “한·덴마크 정상 "北 CVID 의견일치"…공동언론발표문 채택(종합)”. 《연합뉴스》. 2019년 4월 8일에 확인함.
36. ↑  “The Copenhagen Commitment to accelerate the path to a sustainable future”. 《P4G Copenhagen Summit 2018》 (영어). 2021년 4월 17일에 확인함.
37. ↑  박정엽 (2018년 11월 14일). “靑 "한러정상, 대북제재 완화논의"...푸틴 "北비핵화 상응조처 필요"”. 《조선일보》. 2019년 4월 8일에 확인함.
38. ↑  박정엽 (2018년 11월 14일). “文대통령, 브루나이 볼키아 국왕과 정상회담”. 《조선일보》. 2019년 4월 8일에 확인함.
39. ↑  박정엽 (2018년 11월 14일). “文대통령, 라오스 총리와 정상회담...댐 사고 위로”. 《조선일보》. 2019년 4월 8일에 확인함.
40. ↑  이상헌·임형섭 (2018년 11월 17일). “문대통령-파푸아뉴기니 총리 정상회담…교역·투자 확대 논의(종합)”. 《연합뉴스》. 2019년 4월 8일에 확인함.
41. ↑  최은지 (2018년 11월 17일). “文대통령, 한-호주 정상회담…자원·에너지 협력 모색”. 《뉴스1》. 2019년 4월 8일에 확인함.
42. ↑  박정엽 (2018년 11월 17일). “시진핑 "김정은이 방북 초청… 내년에 갈 생각"”. 《조선일보》. 2019년 4월 8일에 확인함.
43. ↑  김태규 (2018년 11월 28일). “文대통령, 체코 프라하 도착···28일 한·체코 회담·동포간담회 개최(종합)”. 《뉴시스》. 2019년 4월 8일에 확인함.
44. ↑  이진혁 (2018년 12월 1일). “한미 정상 30분간 회담…김정은 서울 답방 논의됐을까”. 《조선일보》. 2019년 4월 8일에 확인함.
45. ↑  심민관 (2018년 12월 2일). “한국·아르헨티나, 14년만에 정상회담...경제·통상 등 협력 논의”. 《조선일보》. 2019년 4월 8일에 확인함.
46. ↑  이상헌·박경준 (2018년 12월 2일). “한·남아공 정상회담…문대통령 "한반도평화 지속지지 당부"(종합)”. 《연합뉴스》. 2019년 4월 8일에 확인함.
47. ↑  이상헌·박경준 (2018년 12월 2일). “문대통령, 뉴질랜드 도착…2박 3일 국빈방문 일정 돌입”. 《연합뉴스》. 2019년 4월 8일에 확인함.
48. ↑  홍지은 (2019년 3월 11일). “文, 오늘 한·브루나이 정상회담…우리 기업 건설 현장 방문도”. 《뉴시스》. 2019년 4월 8일에 확인함.
49. ↑  박세환 (2019년 3월 13일). “文 대통령, 말레이시아 국빈방문 일정 돌입”. 《국민일보》. 2019년 4월 8일에 확인함.
50. ↑  이상헌·임형섭 (2019년 3월 15일). “한·캄보디아 정상회담…"한국기업 진출·투자 협력 확대"”. 《연합뉴스》. 2019년 4월 8일에 확인함.
51. ↑  이상헌·임형섭·박경준 (2019년 4월 12일). “문대통령, 1박3일 워싱턴 공식실무방문 마치고 귀국길”. 《연합뉴스》. 2019년 4월 12일에 확인함.
52. ↑  강태화 (2019년 4월 17일). “투르크멘 대통령, 한국 취재진에 "여러분이 좋은 날씨를 가져왔다"”. 《중앙일보》. 2019년 4월 30일에 확인함.
53. ↑  박정엽 (2019년 4월 19일). “文대통령, 우즈벡 의회에서 연설 "한·우즈벡, 철도로 만날 것"”. 《조선일보》. 2019년 4월 30일에 확인함.
54. ↑  변지희 (2019년 4월 21일). “계봉우·황운정 지사 유해 대통령 전용기로 봉환...文 "정부 임무이자 독립운동 완성"”. 《조선일보》. 2019년 4월 30일에 확인함.
55. ↑  위문희 (2019년 6월 10일). “文 "조만간 남북간, 북ㆍ미간 대화 재개 희망...북ㆍ미간에 3차 회담 관련 대화도"”. 《중앙일보》. 2019년 6월 10일에 확인함.
56. ↑  박광수 (2019년 6월 13일). “文 “민간 유조선 테러 강력규탄…한국도 단호히 대처””. 《중앙일보》. 2019년 6월 27일에 확인함.
57. ↑  신은별 (2019년 6월 14일). “스웨덴 의회에서 신동엽 시 읊은 문재인 대통령”. 《한국일보》. 2019년 6월 27일에 확인함.
58. ↑  문병기 (2019년 6월 28일). “시진핑 “사드 해결 검토되길”… 文대통령 “비핵화 풀려야 가능””. 《동아일보》. 2019년 6월 29일에 확인함.
59. ↑  홍수민 (2019년 6월 28일). “"나의 좋은 친구 문재인"…한글 트윗 주고받은 인도·한국 정상”. 《중앙일보》. 2019년 6월 29일에 확인함.
60. ↑  이동현 (2019년 6월 28일). “한ㆍ인니 정상회담…문 대통령, 경전철 등 한국 기업 진출 협력 당부”. 《한국일보》. 2019년 6월 29일에 확인함.
61. ↑  박정엽 (2019년 6월 28일). “文대통령, 마크롱과 회담..."무장단체 납치됐던 국민 구출 감사"”. 《조선일보》. 2019년 6월 29일에 확인함.
62. ↑  전성훈·조소영·김세현 (2019년 6월 29일). “G20 끝낸 文대통령·트럼프, 나란히 한국行…내일 정상회담”. 《뉴스1》. 2019년 6월 29일에 확인함.
63. ↑  신재희 (2019년 6월 29일). “트뤼도 캐나다 총리 “北 중대한 관심…문 대통령 접근법 지지한다””. 《국민일보》. 2019년 6월 29일에 확인함.
64. ↑  추인영 (2019년 9월 1일). “文대통령, 동남아 3개국 첫 방문지 태국 도착…내일 정상회담”. 《중앙일보》. 2019년 9월 7일에 확인함.
65. ↑  권호 (2019년 9월 4일). “문 대통령, 수지 여사 만나 “한국전 때 미얀마 쌀 지원 큰 도움””. 《중앙일보》. 2019년 9월 7일에 확인함.
66. ↑  오달란 (2019년 9월 5일). “문 대통령, ‘동남아 배터리’ 라오스 도착…한국 대통령으로 첫 방문”. 《서울신문》. 2019년 9월 7일에 확인함.
67. ↑  안호균 (2019년 9월 26일). “文대통령, 한미정상회담·유엔총회 일정 마치고 귀국”. 《뉴시스》. 2019년 9월 27일에 확인함.
68. ↑  권혜림 (2019년 11월 5일). “文대통령, 2박3일 태국 방문 마치고 5일 귀국”. 《중앙일보》. 2019년 11월 25일에 확인함.
69. ↑  이상헌·임형섭 (2019년 12월 24일). “文대통령, 中·日 연쇄 정상회담 마치고 서울 향발”. 《연합뉴스》. 2019년 12월 25일에 확인함.
70. ↑  박성호 (2021년 5월 21일). “문 대통령, 방미 일정 시작…하원 지도부 면담”. 《MBC 뉴스》. 2021년 5월 26일에 확인함.
71. ↑  최은지 (2021년 6월 13일). “美바이든과 英존슨 사이, 사실상 'G8' 과시…"이 자리가 대한민국의 오늘"”. 《뉴스1》. 2022년 3월 12일에 확인함.
72. ↑  이도형 (2021년 6월 13일). “문재인 대통령, EU정상들과 회동… “韓, 글로벌 백신 허브 역할 충실 수행””. 《세계일보》. 2022년 3월 12일에 확인함.
73. ↑  김상훈·조소영·박혜연 (2021년 6월 15일). “韓 정상 첫 오스트리아 국빈방문…130년 역사의 파트너십 한 발짝 더”. 《뉴스1》. 2022년 3월 12일에 확인함.
74. ↑  안준용 (2021년 6월 17일). “스페인 방문 文 “바르셀로나, 내 고향 부산과 닮아””. 《조선일보》. 2022년 3월 12일에 확인함.
75. ↑  김상훈·조소영 (2021년 9월 23일). “文대통령, 방미 마치고 귀국…곧 서울공항서 '국군 유해 봉환식' 참석”. 《뉴스1》. 2022년 3월 12일에 확인함.
76. ↑  조유경 (2021년 10월 29일). “文대통령 “北 방문시 평화 모멘텀”…교황 “초청장 오면 기꺼이””. 《동아일보》. 2022년 3월 12일에 확인함.
77. ↑  임형섭·박경준 (2021년 10월 31일). “한-EU 정상회담…저소득 국가 백신지원에 협력키로(종합)”. 《연합뉴스》. 2022년 3월 12일에 확인함.
78. ↑  임형섭·박경준 (2021년 10월 31일). “문대통령 "韓佛 탄소중립 협력하자" 마크롱 "韓 NDC 상향 환영"”. 《연합뉴스》. 2022년 3월 12일에 확인함.
79. ↑  임형섭·박경준 (2021년 10월 31일). “한-호주 정상회담…탄소중립 기술 파트너십 체결키로”. 《연합뉴스》. 2022년 3월 12일에 확인함.
80. ↑  정지용 (2021년 11월 1일). “떠나는 메르켈 만난 문 대통령 "통합의 정치, 모든 지도자들의 모범이었다"”. 《한국일보》. 2022년 3월 12일에 확인함.
81. ↑  조소영·박혜연 (2021년 11월 2일). “文대통령, 마지막 순방국 헝가리 향발…COP26 계기 英 방문 종료”. 《뉴스1》. 2022년 3월 12일에 확인함.
82. ↑  박효목 (2021년 11월 5일). “韓-동유럽 V4 “원전 협력”… 탈원전 文정부, 해외 세일즈”. 《동아일보》. 2022년 3월 13일에 확인함.
83. ↑  고석현 (2021년 12월 15일). “文, 호주 국빈방문 마치고 귀국길…K-9자주포 수출계약 등 성과”. 《중앙일보》. 2022년 3월 13일에 확인함.
84. ↑  정대연 (2022년 1월 17일). “문 대통령·아부다비 왕세제 회담 취소···“UAE가 양해 요청””. 《경향신문》. 2022년 3월 13일에 확인함.
85. ↑  임형섭·박경준 (2022년 1월 19일). “문대통령, 사우디 메트로 건설현장 방문…"삼성물산 파이팅"”. 《연합뉴스》. 2022년 3월 13일에 확인함.
86. ↑  윤보람 (2022년 1월 21일). “한-이집트, 전기차·해수담수화 등 미래산업 분야 협력 확대”. 《연합뉴스》. 2022년 3월 13일에 확인함.